# Dique

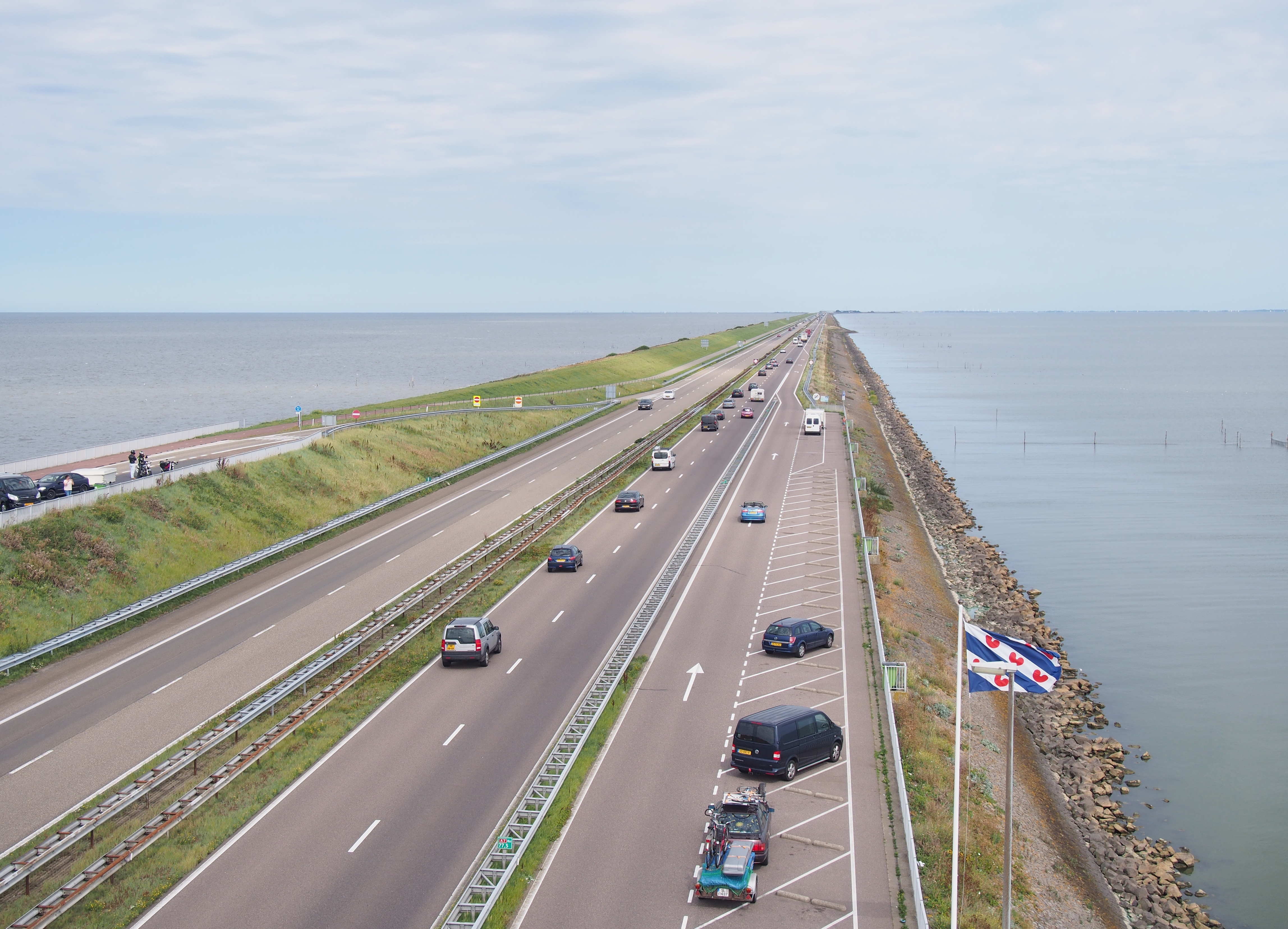
O dique Afsluitdijk, nos Países Baixos. À esquerda, situa-se o Mar do Norte, e, à direita, o IJsselmeer.

Dique, represa ou açude é uma obra de engenharia hidráulica com a finalidade de manter determinadas porções de terra secas através do represamento de águas correntes. Sua estrutura pode ser de concreto, de terra ou de enrocamento e possibilita manter secas determinadas áreas chamadas de pôlderes.

## Etimologia
"Dique" é proveniente do holandês dijk. "Represa" provém do latim reprensa (detida, retida, presa). "Açude" provém do árabe as-sudd.

## Diferenças em relação a quebra-mares e molhes
Não se deve confundir um dique, o qual possui sempre as duas pontas na terra, com um quebra-mar, que possui as duas extremidades dentro d'água; nem com um molhe, que possui uma extremidade na terra e outra no mar. Apesar desta diferença fundamental em hidráulica marítima, a confusão é muito comum entre as pessoas leigas.

## Exemplos
Atualmente, os Países Baixos possuem a mais avançada rede de diques no mundo. O principal desafio desta obra de engenharia é fazê-la resistir às tempestades marítimas ou às enchentes no caso de rios. Para escoar as águas, utilizavam-se, na Holanda, os moinhos de vento e, atualmente, as bombas, principalmente do tipo parafuso de Arquimedes.
A passagem do furacão Katrina por Nova Orleans, nos Estados Unidos, no dia 29 de agosto de 2005, causou grande número de mortes e destruição devido ao rompimento dos diques da cidade.
Na América do Sul, existem diques que protegem a região costeira da Guiana (incluindo a capital Georgetown), sendo esta uma das regiões mais baixas do continente.